# Francesco Acquaviva
Francesco Acquaviva d'Aragona (Nápoles, 4 de octubre de 1665-Roma, 9 de enero de 1725) fue un diplomático pontificio y cardenal italiano.
Hijo de los XIV duques de Atri, Giosia III Acquaviva d'Aragona y Francesca Caracciolo de Torella, se doctoró in utroque iure en derecho civil y canónico por la universidad de Fermo. 
A lo largo de su carrera eclesiástica fue referendario del Tribunal Supremo de la Signatura Apostólica en 1688, vicelegado en Ferrara e inquisidor en Malta en 1689 y arzobispo de Larissa en 1697. En 1700 Inocencio XII le envió a España en calidad de nuncio apostólico ante la corte de Carlos II, y tras la muerte de éste, de su sucesor Felipe V, en cuyo cargo se mantuvo hasta 1706.
Fue creado cardenal por Clemente XI en el consistorio del 17 de mayo de 1706, recibiendo al año siguiente el capelo y el título de S. Bartolomeo all'Isola, que en 1709 cambió por el de Santa Cecilia. Camarlengo del Colegio Cardenalicio entre 1711 y 1712,  Protector de España en 1713 y encargado de los negocios con España desde 1716.  En 1724 fue nombrado obispo de Sabina con retención del título de Santa Cecilia, en cuya iglesia fue enterrado tras su muerte en 1725.
| Predecesor: Giuseppe Archinto | Nuncio apostólico en España 1700 - 1706 | Sucesor: Antonio Felice Zondadari |